# План «Грюн»
План «Грюн» (нем. Fall Grün — буквально «случай „Зеленый“» или «Зеленый вариант») — кодовое наименование военной операции гитлеровской Германии по ликвидации Чехословакии и присоединению ее территории к Германии в 1938 году.
Первый проект плана был готов к концу 1937 года, затем пересмотрен с учётом военной ситуации и требований Гитлера. Подробный график операции плана «Грюн» был разработан Альфредом Йодлем. План операции предусматривал не позднее 1 октября 1938 года захватить Богемию и Моравию. Началу военных действий должны были предшествовать широкая пропагандистская кампания против Чехословакии. В качестве непосредственного повода к войне планировалось организовать громкую провокацию, например, убийство германского посла. Германия планировала мобилизацию армии и быстрый удар главными силами в центр Чехословакии с севера на юг. Предполагалось за 4 дня в основном подавить сопротивление чехословацкой армии, захватить Чехию и Моравию, оттеснить остатки чехословацких войск в Словакию. Также был разработан план прикрытия западных границ Германии на случай вмешательства Франции, которая была связана с Чехословакией военным договором. Окончательной датой начала операции Гитлер назначил 28 сентября 1938 года.
В самой Германии многие не одобряли идею войны против Чехословакии. В частности, многие представители генералитета указывали, что отмобилизованные армии Франции и Чехословакии в сумме настолько превосходят наличные силы вермахта, что ситуация войны на два фронта будет безнадежной для Германии. Кроме того, Советский Союз ясно дал понять, что тоже готов участвовать в защите Чехословакии; мешала этому только позиция Польши, которая, скорее всего, отказалась бы пропустить части Красной Армии через свою территорию. Гитлер, однако, был настолько одержим идеей уничтожить Чехословакию именно военной силой, что отказывался принимать во внимание эти соображения.
План был частично выполнен в отношении психологической войны, однако запланированные военные действия не состоялись.
29 сентября 1938 года состоялось Мюнхенское соглашение. Ознакомившись с основными пунктами соглашения, представители Чехословакии Войтех Мастны и Хуберт Масаржик выразили протест. Но, в конечном счёте, под давлением руководства Великобритании и Франции подписали договор о передаче Чехословакией Германии Судетских областей. Утром президент Бенеш без согласия Национального собрания принял к исполнению данное соглашение. В день заключения Мюнхенского соглашения, 30 сентября, Польша направила Праге очередной ультиматум и одновременно с немецкими войсками ввела свою армию в Тешинскую область, предмет территориальных споров между ней и Чехословакией в 1918—1920 годах. Оставшись в международной изоляции, чехословацкое правительство вынуждено было принять условия ультиматума.